# Elling – Nicht ohne meine Mutter
Elling – Nicht ohne meine Mutter (Originaltitel: Mors Elling)  ist ein norwegischer Spielfilm mit Per Christian Ellefsen und Grete Nordrå in den Hauptrollen. Der Film basiert auf dem Roman Ententanz der Elling-Romanfolge des Schriftstellers Ingvar Ambjørnsen. Gedreht wurde er im Jahr 2003 von Eva Isaksen aufgrund des großen Erfolgs des Vorgängerfilms Elling.

## Handlung
Der fast vierzigjährige Elling wohnt bei seiner Mutter in Oslo. Elling ist psychisch labil, er verlässt die Wohnung nur in Begleitung seiner Mutter, verhält sich sehr zwanghaft und lebt teilweise in einer Phantasiewelt, in der er sich die Ereignisse um ihn herum zurechtkonstruiert.
Nach einem Arztbesuch der Mutter beschließt diese, dass sie und Elling eine gemeinsame Reise nach Mallorca machen sollten, dorthin, wo schon Ellings Großeltern immer Urlaub machten. Elling ist zunächst alles andere als begeistert, dass er die „sichere“ Osloer Wohnung verlassen soll, und erst nach einigen Nörgeleien stimmt er schließlich der Reise zu.
Schon der Hinweg wird für ihn zur großen Herausforderung, und aufgrund all seiner Unsicherheit kommt es zu mehreren Disputen mit seiner Mutter, Mitreisenden und Hotelangestellten. Endlich im Hotelzimmer angekommen, stellt Elling mit Entsetzen fest, dass anstelle des gebuchten Doppelzimmers mit zwei Einzelbetten ein großes Doppelbett bereitsteht. Da dieses Problem erst am nächsten Tage gelöst werden kann, verbringt Elling die Nacht auf dem Balkon, da er auf keinen Fall mit seiner Mutter in einem Bett schlafen will. Dort wird er von dem ständig betrunkenen Georg und dessen Frau Mag entdeckt. Georg macht sich über das Muttersöhnchen lustig, Mag hingegen findet den unsicheren Elling, der sich so um seine alte Mutter kümmert, sympathisch. Der gänzlich unerfahrene Elling hat während des gesamten Urlaubs mit seiner Sexualität zu kämpfen, so flüchtet er am Strand wegen einer Erektion ins Meer, und am liebsten würde er mit Mag anbandeln, ihr Mann Georg kommt aber letztlich immer wieder dazwischen.
Der Urlaubsbekanntschaft seiner Mutter, einem alten Oberst, begegnet Elling extrem eifersüchtig. Er versucht ständig dazwischenzufunken und macht immer wieder Szenen in der Öffentlichkeit. Erst nachdem Oberst Bugge-Høvik Elling ins Gewissen geredet hat, lässt dieser die Gesellschaft des Oberst zu und fährt sogar mit seiner Mutter nach Valldemossa, was diese sich sehr gewünscht hat. Der Abend wird für Ellings Mutter ein voller Erfolg, sie genießt den Tag und tanzt abends mit dem Oberst zu spanischer Musik. Als Elling gerade im Hinterhof sitzt, um sich um die streunende Katze, der er den Namen Erna gegeben hat, zu kümmern, stirbt seine Mutter. Sie ist völlig unerwartet zusammengebrochen, sei aber sehr glücklich gewesen, wie Bugge-Høvik ihm versichert.
Elling fliegt allein zurück nach Norwegen. An dieser Stelle setzt der zuerst gedrehte Film Elling an, in welchem Elling nach dem Tod seiner Mutter im Schrank gefunden wird und schließlich in der Psychiatrie landet.